# HMS Constance (1880)
Pour les autres navires du même nom, voir HMS Constance.
Le HMS Constance est une corvette de classe Comus de la Royal Navy.

## Construction
La classe Comus qui comprend neuf navires est conçue par Nathaniel Barnaby. Les trois navires construits par Chatham Dockyard diffèrent des six construits par J. Elder & Co. par le fait qu'ils sont gréés en barque, plutôt qu'un gréement de navire complet, et ont des moteurs à 4 cylindres plutôt qu'à 3 cylindres. Les moteurs du Constance sont fournis par John Penn and Sons (en). Le Constance diffère en outre de ses sister-ships par la mise en drapeau plutôt que par des vis de levage, une caractéristique qu'elle ne partageait qu'avec le HMS Carysfort. Ces deux navires sont également les seuls à ne pas être réarmés avec des canons à chargement par la culasse de 6 pouces de Mk III ou IV.
Le baptême du navire est effectué par Mlle Macdonald, fille du vice-amiral Reginald Macdonald (en), amiral du Commander-in-Chief, The Nore. Le lancement ne se déroule pas sans heurts, car le navire est suspendu en raison d'un dysfonctionnement du système de lancement. Le navire est finalement lancé sous les acclamations des milliers de spectateurs. Le 17 mai 1881, le Constance est désamarré dans un coup de vent lorsqu'une corde se casse, le mettant à la dérive. Il entre en collision avec un autre navire et le mur du chantier naval avant qu'un remorqueur ne puisse la prendre en remorque. Les dommages sont légers. Les travaux de réparation sont achevés le 3 octobre 1882.
Le Constance fait ses premiers essais en mer le 8 juillet 1880. En 1882, le Constance est équipé d'une paire de chariots de torpilles d'un nouveau design qui utilisent de l'air comprimé pour lancer les torpilles. Il est le premier navire de la Royal Navy à être équipé de ce modèle de lance-torpilles.

## Histoire
Le Constance est mis en service le 3 octobre 1882. Il remplace le HMS Thetis, qui stationnait dans le Pacifique. Son effectif de 264 officiers et hommes comprend un certain nombre de Royal Marines et de Royal Marine Artillery. Comme le Constance doit quitter Chatham pour le Pacifique le 16 octobre, un grand nombre de ses membres d'équipage ont obtenu une permission à terre la veille. À terre, a lieu une bagarre entre les équipages du Constance et du HMS Linnet (également prévu pour le service outre-mer) d'un côté, et le HMS Jumna de l'autre. Près de 100 marins sont impliqués, un certain nombre sont arrêtés par la police locale et militaire, assistée de renforts envoyés du chantier naval. Les prisonniers sont ramenés sur leurs navires respectifs. Le 20 octobre, les Constance et Linnet sont à Sheerness, avec un départ prévu pour le 25 octobre. En novembre, le Constance est à Spithead en attendant d'autres essais de vitesse. Le Constance part sous le commandement du capitaine Proby Doughty le 19 décembre, à destination du Pacifique afin de relever le Thetis.
En septembre 1883, le Constance est en poste à Guayaquil, où il doit relever le HMS Comus pour patrouiller les côtes du Chili et du Pérou. Le Constance arrive à Honolulu le 13 avril 1884, puis part pour Victoria (Colombie-Britannique). De là, il va à San Francisco. Il quitte la Californie le 1er août 1885 à destination de Coquimbo par Honolulu, Rarotonga, Manuae et Tahiti. Il arrive à Honolulu le 29 août. En août 1885, le Constance a l'ordre d'être relevé par le HMS Conquest et de retourner à la Medway pour être désaffecté. Le Constance arrive à San Francisco le 20 septembre 1885, partant le 25 septembre pour Panama. Le 27 octobre 1885, le capitaine Seymour Dacres est nommé commandant du Constance. De Panama, le Constance navigue à Hong Kong par Honolulu. À son arrivée à Hong Kong, le Constance relève le HMS Curacoa, qui doit être désarmé. Pendant son séjour à Hong Kong, le Constance subit un carénage.
En 1886, le Constance sert au Japon. Il quitte Yokohama le 13 novembre à destination de Kobe, Nagasaki et Port Hamilton. Le 4 juin 1887, le capitaine Lester Keppel est nommé commandant du Constance. Pendant le commandement de Keppel, la mascotte du navire est une chèvre. Le Constance est réaménagé à Hong Kong en décembre 1887. En octobre 1888, le Constance est en Mandchourie. Le mois suivant, le HMS Severn est envoyé pour relever le Constance.
En mars 1891, le Constance est déclaré comme étant hors service. Il ne fait pas partie de la liste des navires qui peuvent être préparés pour la mer en une semaine. En décembre, comme il n'y avait aucune intention de remettre le Constance en service, les nouvelles armes qui lui étaient attribuées seraient plutôt installées sur le HMS Satellite. Le Constance est vendue à la ferraille le 15 décembre 1899
.